# 古斯塔夫·福樓拜橋
古斯塔夫·福樓拜橋（法語：Pont Gustave-Flaubert) 是位於法國塞納河上的一座升降桥，以法国文学家古斯塔夫·福樓拜命名。這座大橋於2008年9月25日開通，施工耗時四年，耗資6000萬歐元。